# FIVB World Tour 2015 der Frauen
Die FIVB World Tour 2015 der Frauen bestand aus fünf Grand Slam und sechs Open. Hinzu kamen die Weltmeisterschaft in den Niederlanden sowie drei Turniere der neu geschaffenen Major Series und das Saisonfinale in Fort Lauderdale. Die beiden anschließend stattfindenden Open in Mexiko und der Türkei gehörten zur Saison 2015/16.

## Turniere

### Fuzhou Open, China, 22. bis 26. April 2015
| Platz | Team                   |
| ----- | ---------------------- |
| 1     | Broder/Valjas          |
| 2     | Laboureur/Sude         |
| 3     | A. Ross/Walsh          |
| 4     | Wang Fan/Yue Y.        |
| 5     | Bawden/Clancy          |
| 5     | Bansley/Pavan          |
| 5     | Humana-Paredes/Pischke |
| 5     | Pata/Matauatu          |

Analog zu den Männern erreichte auch ein deutsches Frauenteam das Finale in Fuzhou. Chantal Laboureur und Julia Sude wurden in ihrem Pool Zweite und besiegten anschließend Anni Schumacher und Sandra Seyfferth, ehe sie auf ein weiteres deutsches Paar trafen. Victoria Bieneck und Yanina Weiland waren eigentlich nach ihrer Niederlage in der zweiten Qualifikationsrunde ausgeschieden, kamen jedoch als Lucky Loser noch in das Hauptfeld und konnten mit zwei Siegen und einer Niederlage ihre Vorrundengruppe für sich entscheiden. Das Interimsduo waren jedoch chancenlos gegen Laboureur/Sude, die im Viertelfinale Pata/Matauatu aus Vanuatu ausschalteten und in der Vorschlussrunde die an Nummer eins gesetzten Chinesinnen Wang/Yue besiegten. Im anderen Halbfinale unterlagen April Ross und Kerri Walsh den Kanadierinnen Jamie Lynn Broder/Kristina Valjas. Die US-Amerikanerinnen erkämpften sich die Bronzemedaille, während die aus Victoria  und Toronto stammenden Athletinnen das Endspiel gewannen.
Teresa Mersmann und Isabel Schneider verloren in der ersten Hauptrunde. Anna Behlen und Katharina Culav schieden in der Qualifikationsrunde unglücklich aus. Culav hatte sich beim eigenen Matchball auf einer Steinplatte im Feld verletzt. Die Österreicherinnen Schützenhöfer/Plesiutschnig erreichten mit einem Sieg die Hauptrunde eins. Ihre Landsfrauen Schwaiger S./Hansel scheiterten trotz eines Spielgewinns als Letzte ihres Pools. Schweizer Teams waren in China nicht am Start.

### Luzern Open, Schweiz, 12. bis 17. Mai 2015
| Platz | Team                 |
| ----- | -------------------- |
| 1     | Borger/Büthe         |
| 2     | Meppelink/Van Iersel |
| 3     | Broder/Valjas        |
| 4     | S. Schwaiger/Hansel  |
| 5     | Carol Máximo/Lili    |
| 5     | Duda/Elize Maia      |
| 5     | Bieneck/Großner      |
| 5     | Ukolowa/Birlowa      |

Nach ihrem Sieg über Schumacher/Seyfferth in der wieder eingeführten Country Quota überstanden Victoria Bieneck und Julia Großner auch die Qualifikation und zogen ebenso ungeschlagen wie Katrin Holtwick/Ilka Semmler und Karla Borger/Britta Büthe in die zweite Endrunde ein. Auch Laboureur/Sude mit einer Niederlage, die Schweizerinnen Goricanec/Hüberli mit drei Erfolgen, deren Landsfrauen Zumkehr/Heidrich, Forrer/Vergé-Dépré und die Österreicherinnen Schwaiger S./Hansel über den Umweg erste Runde zogen ins Achtelfinale ein. Schützenhöfer/Plesiutschnig verloren ihr Spiel nach überstandener Poolrunde, während die Eidgenossinnen Betschart/Eiholzer sieglos blieben.
In die Runde der letzten Acht gelangten Schwaiger/Hansel, Borger/Büthe und Bieneck/Großner. Letztgenannte unterlagen den Gewinnerinnen von Fuzhou, die ihrerseits gegen die amtierenden Europameisterinnen den Kürzeren zogen. Borger/Büthe besiegten die Österreicherinnen und sicherten sich anschließend auch die Goldmedaille gegen das Team aus den Niederlanden. Die Bronzemedaille erkämpften sich die Kanadierinnen.

### Prag Open, Tschechien, 20. bis 24. Mai 2015
| Platz | Team              |
| ----- | ----------------- |
| 1     | Ágatha/Seixas     |
| 2     | Bansley/Pavan     |
| 3     | Duda/Elize Maia   |
| 4     | Maria Clara/Carol |
| 5     | Lobato/Soria      |
| 5     | Lehtonen/Lahti    |
| 5     | Laboureur/Sude    |
| 5     | Fopma/S. Ross     |

Mersmann/Schneider besiegten in der deutschen Vorausscheidung Behlen/Behrens, verloren jedoch in der Qualifikation. Besser machten es Schwaiger S./Hansel und Betschart/Eiholzer, die sich ins Achtelfinale vorkämpften. Schützenhöfer/Plesiutschnig gelangten mit einem Erfolg ebenso in die erste Hauptrunde wie Bieneck/Großner. Dies schafften Schumacher/Seyfferth nicht, obwohl sie in der Poolrunde ebenfalls einmal gewonnen hatten.
Ungeschlagen in die Runde der besten Acht kamen Julia Sude und Chantal Laboureur. Die beiden Deutschen verloren ihr Spiel gegen Duda/Elize Maia. Weitere Halbfinalteilnehmerinnen waren Agatha/Seixas, die gegen das Geschwisterpaar Maria Clara/Carol antreten mussten. Nach ihrem Sieg im brasilianischen Duell gewannen Erstgenannte auch das Endspiel gegen die Kanadierinnen Bansley/Pavan, die zuvor das andere Semifinale gewonnen hatten. Duda und Elize Maia sicherten sich kampflos die Bronzemedaille.

### Moskau Grand Slam, Russland, 26. bis 31. Mai 2015
| Platz | Team                 |
| ----- | -------------------- |
| 1     | Larissa/Talita       |
| 2     | Meppelink/Van Iersel |
| 3     | Menegatti/Orsi Toth  |
| 4     | Wang Fan/Yue Y.      |
| 5     | Carol Máximo/Lili    |
| 5     | Liliana/Baquerizo    |
| 5     | Dubovcová/Nestarcová |
| 5     | Kessy/Day            |

Die eigentlich in der Country Quota ausgeschiedenen Laboureur/Sude kämpften sich als Lucky Loser durch die Qualifikation, während ihre Bezwingerinnen Bieneck/Großner ebenso scheiterten wie die Österreicherinnen Schwaiger/Hansel und Teufl V./Zass B. Dagegen erreichten die Schweizerinnen Forrer/Vergé-Dépré den Hauptwettbewerb. In der Poolrunde schieden sie trotz eines Spielgewinns wie auch Goricanec/Hüberli und Borger/Büthe aus. Je ein Erfolg reichte dagegen Ludwig/Walkenhorst und Zumkehr/Heidrich zum Weiterkommen. Mit zwei Siegen u. a. gegen die Eidgenossinnen erreichten Holtwick/Semmler die Endrunde eins. Alle drei Duos verloren anschließend ihr Match. In der Gruppe mit Holtwick/Semmler und Zumkehr/Heidrich setzten sich Laboureur/Sude ungeschlagen durch. Das Achtelfinale war für die beiden jedoch die Endstation.
In der Vorschlussrunde verloren Menegatti/Orsi Toth gegen Meppelink/van Iersel und Wang Fan/Yue Y. gegen Larissa/Talita. Die Südamerikanerinnen gewannen auch das Finale, während die Asiatinnen im Kampf um die Medaillen leer ausgingen.

### Poreč MAJOR, Kroatien, 2. bis 6. Juni 2015
| Platz | Team                |
| ----- | ------------------- |
| 1     | Larissa/Talita      |
| 2     | Bansley/Pavan       |
| 3     | Bawden/Clancy       |
| 4     | Broder/Valjas       |
| 5     | Ágatha/Seixas       |
| 5     | Borger/Büthe        |
| 5     | Menegatti/Orsi Toth |
| 5     | Fendrick/Sweat      |

### Stavanger MAJOR, Norwegen, 9. bis 13. Juni 2015
| Platz | Team                 |
| ----- | -------------------- |
| 1     | Juliana/Antonelli    |
| 2     | Ágatha/Seixas        |
| 3     | Meppelink/Van Iersel |
| 4     | Ludwig/Walkenhorst   |
| 5     | Bawden/Clancy        |
| 5     | Maria Clara/Carol    |
| 5     | Bansley/Pavan        |
| 5     | Borger/Büthe         |

Zum dritten Mal in Folge hieß das Duell in der deutschen Country Quota Laboureur/Sude gegen Bieneck/Großner. Im Gegensatz zum Ergebnis in Poreč waren diesmal Letztgenannte die Gewinnerinnen und im Gegensatz zu Moskau gab es auch kein Happy End als Lucky Loser für die Tochter von Burkhard Sude und ihre Partnerin. Die für den VC Olympia Berlin startenden Siegerinnen verloren jedoch in der Qualifikation gegen das österreichische Duo Stefanie Schwaiger und Barbara Hansel, während deren Landsfrauen Schützenhöfer/Plesiutschnig den Hauptwettbewerb nicht erreichten.
Holtwick/Semmler schieden trotz eines Sieges in der Poolrunde aus, während Schwaiger S./Hansel wie die Schweizer Paare Forrer/Vergé-Dépré und Goricanec/Hüberli die Runde eins erreichten, dort aber verloren. Für die Eidgenossinnen Zumkehr/Heidrich war dann die Endstation das Achtelfinale. Dies bestritten Ludwig/Walkenhorst und Borger/Büthe als jeweils Erste ihres Pools erfolgreich.

### St. Petersburg Grand Slam, USA, 17. bis 21. Juni 2015
| Platz | Team                |
| ----- | ------------------- |
| 1     | Ágatha/Seixas       |
| 2     | Juliana/Antonelli   |
| 3     | Lima/Fernanda       |
| 4     | Borger/Büthe        |
| 5     | Liliana/Baquerizo   |
| 5     | Ludwig/Walkenhorst  |
| 5     | Menegatti/Orsi Toth |
| 5     | Forrer/Vergé-Dépré  |

### Weltmeisterschaft, Niederlande, 26. Juni bis 4. Juli 2015
| Platz | Team              |
| ----- | ----------------- |
| 1     | Ágatha/Seixas     |
| 2     | Lima/Fernanda     |
| 3     | Juliana/Antonelli |
| 4     | Holtwick/Semmler  |
| 5     | Bawden/Clancy     |
| 5     | Bansley/Pavan     |
| 5     | Wang Fan/Yue Y.   |
| 5     | Fendrick/Sweat    |

### Gstaad MAJOR, Schweiz, 7. bis 11. Juli 2015
| Platz | Team               |
| ----- | ------------------ |
| 1     | Larissa/Talita     |
| 2     | Lima/Fernanda      |
| 3     | Bansley/Pavan      |
| 4     | A. Ross/Walsh      |
| 5     | Bawden/Clancy      |
| 5     | Ágatha/Seixas      |
| 5     | Juliana/Antonelli  |
| 5     | Ludwig/Walkenhorst |

### Yokohama Grand Slam, Japan, 21. bis 26. Juli 2015
| Platz | Team                 |
| ----- | -------------------- |
| 1     | Ludwig/Walkenhorst   |
| 2     | Ágatha/Seixas        |
| 3     | Bansley/Pavan        |
| 4     | A. Ross/Fopma        |
| 5     | Larissa/Talita       |
| 5     | Lima/Fernanda        |
| 5     | Meppelink/Van Iersel |
| 5     | Fendrick/Sweat       |

### Long Beach Grand Slam, USA, 18. bis 23. August 2015
| Platz | Team               |
| ----- | ------------------ |
| 1     | Larissa/Talita     |
| 2     | A. Ross/Walsh      |
| 3     | Ludwig/Walkenhorst |
| 4     | Bawden/Clancy      |
| 5     | Bansley/Pavan      |
| 5     | Liliana/Baquerizo  |
| 5     | Holtwick/Semmler   |
| 5     | Pata/Matauatu      |

### Olsztyn Grand Slam, Polen, 25. bis 29. August 2015
| Platz | Team                     |
| ----- | ------------------------ |
| 1     | Larissa/Talita           |
| 2     | Meppelink/Van Iersel     |
| 3     | Brzostek/Kołosińska      |
| 4     | van Gestel/van der Vlist |
| 5     | Ágatha/Seixas            |
| 5     | Broder/Valjas            |
| 5     | Fendrick/Sweat           |
| 5     | A. Ross/Walsh            |

### Rio de Janeiro Open, Brasilien, 2. bis 6. September 2015
| Platz | Team                 |
| ----- | -------------------- |
| 1     | Larissa/Talita       |
| 2     | Ágatha/Seixas        |
| 3     | Meppelink/Van Iersel |
| 4     | Juliana/Antonelli    |
| 5     | Lavalle/Nunes        |
| 5     | Wang Fan/Yue Y.      |
| 5     | Laboureur/Sude       |
| 5     | S. Ross/Carico       |

### Sotschi Open, Russland, 8. bis 13. September 2015
| Platz | Team                |
| ----- | ------------------- |
| 1     | Menegatti/Orsi Toth |
| 2     | Forrer/Vergé-Dépré  |
| 3     | Zumkehr/Heidrich    |
| 4     | Lehtonen/Lahti      |
| 5     | Wang Fan/Yue Y.     |
| 5     | Hermannová/Sluková  |
| 5     | Syrzewa/Abalakina   |
| 5     | S. Ross/Carico      |

### Xiamen Open, China, 23. bis 27. September 2015
| Platz | Team               |
| ----- | ------------------ |
| 1     | Zumkehr/Heidrich   |
| 2     | Klug/Gallay        |
| 3     | Forrer/Vergé-Dépré |
| 4     | Holtwick/Semmler   |
| 5     | Wang Fan/Yue Y.    |
| 5     | Bieneck/Großner    |
| 5     | Ukolowa/Birlowa    |
| 5     | Pazo/Agudo         |

### Fort Lauderdale Saisonfinale, USA, 29. September bis 4. Oktober 2015
| Platz | Team                 |
| ----- | -------------------- |
| 1     | Larissa/Talita       |
| 2     | Ludwig/Walkenhorst   |
| 3     | Ágatha/Seixas        |
| 4     | Bansley/Pavan        |
| 5     | Meppelink/Van Iersel |
| 5     | Fendrick/A. Ross     |
| 7     | Liliana/Baquerizo    |
| 7     | Kessy/Day            |
| 9     | Broder/Valjas        |
| 9     | Laboureur/Sude       |

## Auszeichnungen des Jahres 2015
| FIVB Tour Champion      | Ágatha Bednarczuk/Bárbara Seixas       |
| Team of the Year        | Larissa França/Talita Antunes da Rocha |
| Most Outstanding        | Larissa França                         |
| Sportswoman of the Year | Laura Ludwig                           |
| Rookie of the Year      | Taru Lahti                             |
| Most Inspirational      | Miller Pata                            |
| Most Improved           | Linline Matauatu                       |
| Best Blocker            | Sarah Pavan                            |
| Best Spiker             | Talita Antunes da Rocha                |
| Best Offensive          | Larissa França                         |
| Best Server             | April Ross                             |
| Best Setter             | Marleen van Iersel                     |
| Best Defensive          | Heather Bansley                        |